# Apamea coreina
Apamea coreina là một loài bướm đêm trong họ Noctuidae.